# Parc national Tolhuaca
Le parc national Tolhuaca est un parc national situé dans la région d'Araucanie, à l'ouest des Andes chiliennes. Son altitude est comprise entre 700 m à l'ouest et 1 821 m à l'est. La source de la rivière Malleco est située à l'intérieur du parc. Le volcan Tolhuaca est situé à proximité.
Les forêts du parc abritent trois espèces d'arbres en particulier : des araucaria du Chili, des chênes et des coihues. On peut également citer chez les mammifères le puma, le coypu, le chilla et le kodkod.